# Hausmannite
L'hausmannite est la forme minérale naturelle de l'oxyde de manganèse(II,III), un oxyde mixte du manganèse contenant des atomes manganèse divalents et trivalents. Sa formule peut être décrite par MnIIMnIII2O4, ou MnO·Mn2O3. Elle est parfois également notée Mn3O4, comme pour la magnétite (Fe3O4). Elle appartient au groupe du spinelle et forme des cristaux tétragonaux. Elle se présente sous la forme d'un minéral métallique marron à noir, avec une dureté de 5,5 et une densité de 4,8.
Elle a pour la première fois été décrite en 1813 par le minéralogiste allemand Johann Friedrich Ludwig Hausmann, et en porte le nom. La localité type est Ilfeld en Thuringe.
L'hausmannite et la bixbyite sont généralement observées comme étant les produits de décomposition des oxydes de manganèse lamellaires à haute température.

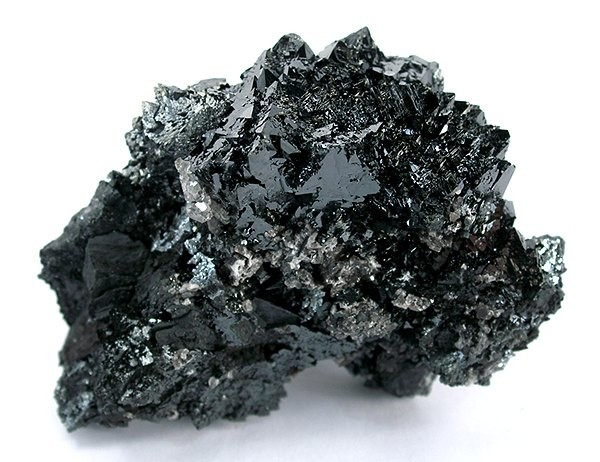
Hausmannite extraite de la mine Wessels, Cap-Nord, Afrique du Sud
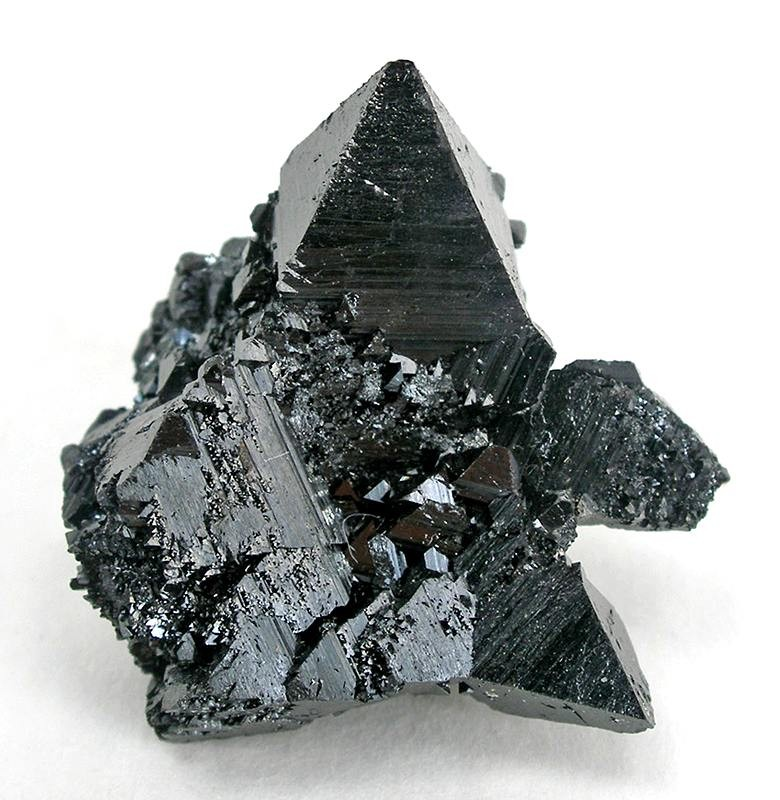
Cluster issu de la mine Wessels, Cap-Nord, Afrique du Sud
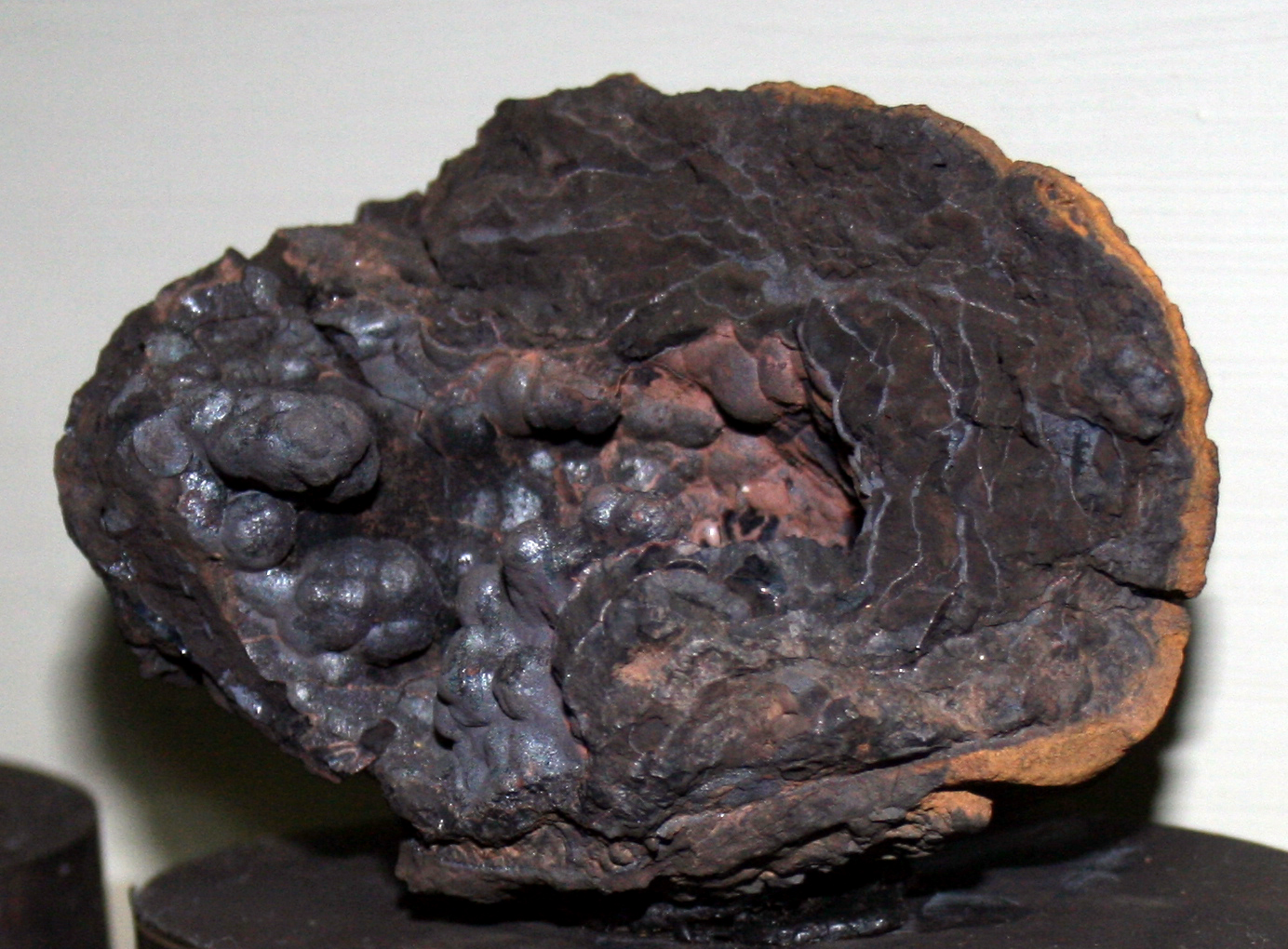
Hausmanite, collection du Musée national, Prague, République Tchèque
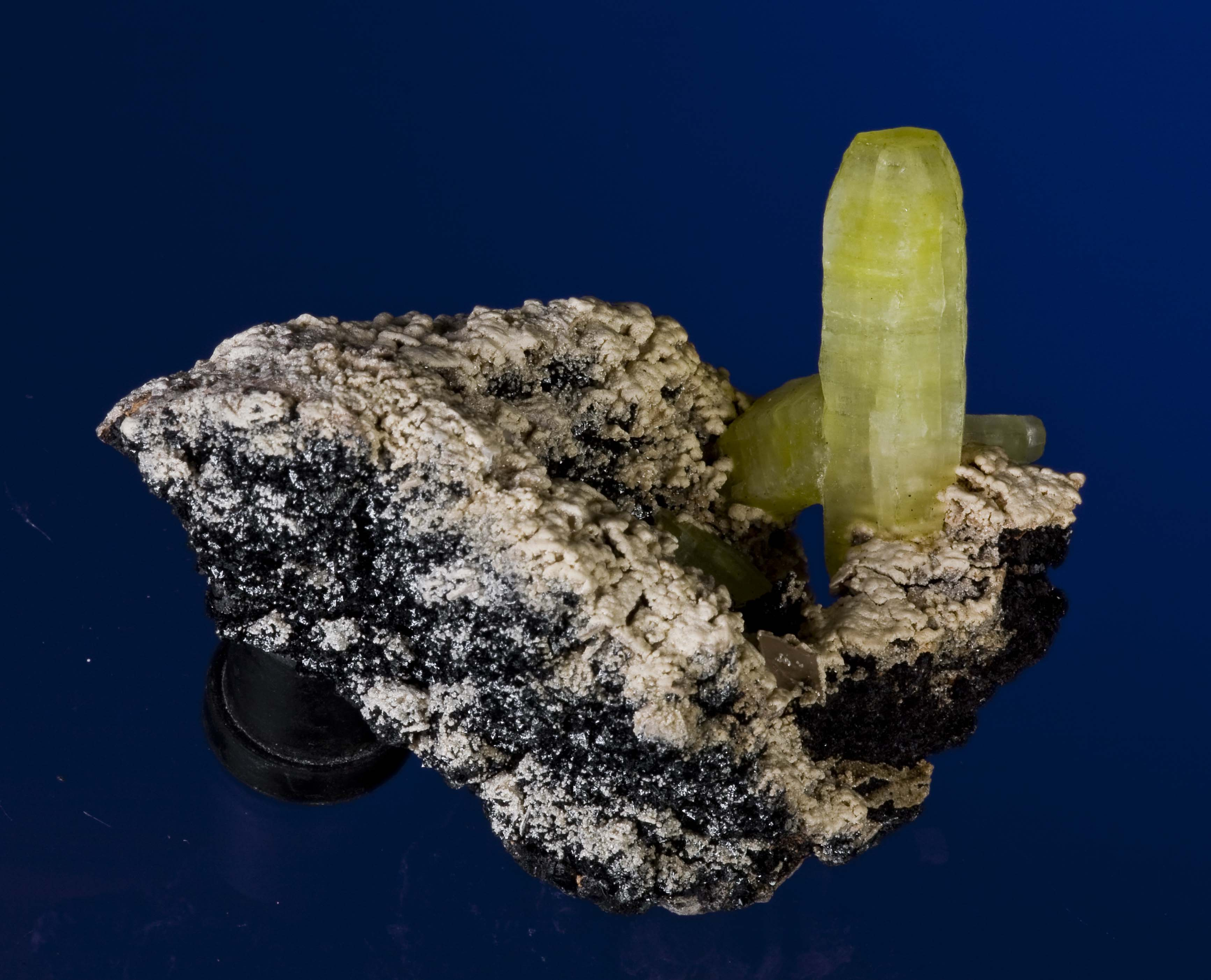
Cristal d'ettringite sur une matrice d'hausmannite et d'hématite, recouverte d'oyélite
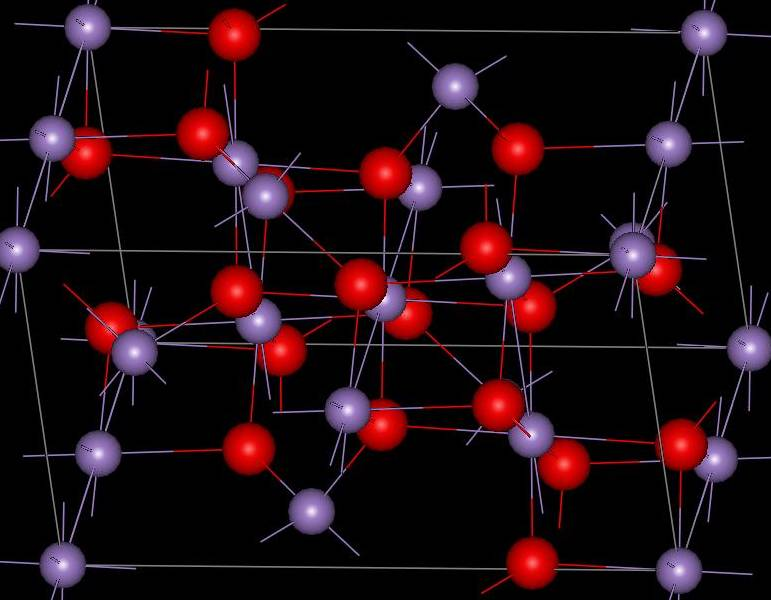
Structure cristalline de l'hausmannite